# CDC42EP3
CDC42EP3 (англ. CDC42 effector protein 3) – білок, який кодується однойменним геном, розташованим у людей на короткому плечі 2-ї хромосоми.  Довжина поліпептидного ланцюга білка становить 254 амінокислот, а молекулярна маса — 27 678.
| 10         |  | 20         |  | 30         |  | 40         |  | 50         |
| ---------- |  | ---------- |  | ---------- |  | ---------- |  | ---------- |
| MPAKTPIYLK |  | AANNKKGKKF |  | KLRDILSPDM |  | ISPPLGDFRH |  | TIHIGKEGQH |
| DVFGDISFLQ |  | GNYELLPGNQ |  | EKAHLGQFPG |  | HNEFFRANST |  | SDSVFTETPS |
| PVLKNAISLP |  | TIGGSQALML |  | PLLSPVTFNS |  | KQESFGPAKL |  | PRLSCEPVME |
| EKAQEKSSLL |  | ENGTVHQGDT |  | SWGSSGSASQ |  | SSQGRDSHSS |  | SLSEQYPDWP |
| AEDMFDHPTP |  | CELIKGKTKS |  | EESLSDLTGS |  | LLSLQLDLGP |  | SLLDEVLNVM |
| DKNK       |  |            |  |            |  |            |  |            |

A: Аланін

C: Цистеїн

D: Аспарагінова кислота

E: Глутамінова кислота

F: Фенілаланін

G: Гліцин

H: Гістидин

I: Ізолейцин

K: Лізин

L: Лейцин

M: Метіонін

N: Аспарагін

P: Пролін

Q: Глутамін

R: Аргінін

S: Серин

T: Треонін

V: Валін

W: Триптофан

Кодований геном білок за функцією належить до фосфопротеїнів. 
Задіяний у такому біологічному процесі як пдтримання форми клітини. 
Локалізований у цитоплазмі, цитоскелеті, мембрані.